# 文語
文語（ぶんご、ポーランド語: Język literacki、英語: Literary language）とは、文章、とくに文学での中で使われる言葉遣いのことを指す。言語によって口語の言葉遣いとあまり変わらなかったり、別の言語とされるほど異なったりする。
文学言語、書き言葉、文章語という。書記言語も参照。

## 定義
明確の定義が無い。ポーランドの言語学者「Z.クレメンシェヴィチ」の観点に拠れば、「文語」とは文学的に最も高い形の言語であり、方言や標準語を超え、上流階級が優雅な文化を独占し続けるために作られたものである。
広い意味では、文学や小説・詩・歌などに出現している全ての言葉使いが「文語」とみなされるが、狭い意味では、その中でも特に上品的な言葉だけが「文語」と呼ばれ、低俗的な表現は一切含まれていない。文語は最初にそんな上品なものではなく、外交文書や政府公文で使われる程度であったが、上流階級が頻繁に使うことで次第に複雑化にして優雅な表現が生まれ、最終的に高級な言葉として定着していた。

## 概要
文語は国によって用途が異なり、フランス語やポーランド語のように「東西欧州の国民的なコミュニケーション手段」として使われる場合もあれば、漢文やラテン語・梵語のように特定の場でのみ使用されることもある。19世紀の民族主義の風潮以降、文語が1つの国の文学レベルを判別する1つの条件となり、その影響の下で、どの国の標準語も「文語化」が進めでいて、標準語と文語の境界は曖昧になっている。
文語とほかの言語変種の関係は、様々形で捉えられている。学問的な伝統によっては、「文語」は「方言・口語・民俗の言葉・政府が定めた標準語」などの概念と対立すると考えられることもあるが、「共通語」だけとは対立せず、むしろ長い間で同じものとして扱われていた。
伝統的な文法支持者や保守主義者・右翼の視点では、文語は国内のどの言語変種よりも「正統で純粋」であり、古来の愛国心が詰まった書き言葉とされている。文語を使うことで、通常の標準語よりも、自分こそがこの国の上流階級であることを他者にアピールすることができるのである。また、文学言語は必ずしも「正書法や文法」に従うものではなく、辞書に載っていない用語や表現が多い。どの言語変種にも独自の文法規則があるが、文学言語の文法は歴史的や美的な観点によって成立されたため、学ぶ際に決まった基準がない。

## 日本語における文語
日本では、明治時代まで文学を含む書記言語はほぼ文語体と呼ばれる文体が使われていた。文語体は中古日本語（平安時代の文語）から発達しており、それ以降は長くダイグロシアの状態にあった。
その後明治に入って言文一致運動が起き、一部の文学者が口語に沿った口語文と呼ばれる文体を使い出し、明治30年代頃から戦後まで文語体と口語文という二つの文章語が並存した。
戦後に入って日本語の書記言語を東京方言をもとにした標準語に統一する政策が行われ、現在では、新しく書かれる文学作品は定型詩等を除きほぼ標準語に近い言葉遣いで統一されている。

### 現代日本語の文語と口語との差異
大きくないが、以下のようなものがある。
- 常体（だ・である体）と敬体（です・ます体）があり、文章では主に常体が用いられる。修辞的な効果を狙ってわざと口語的表現を使うこともある。
- 文語は、規範文法に従う表現が多く使われ、ら抜き言葉などの表現を比較的避ける傾向がある。漢語などの中には口語ではあまり用いられない語彙も用いられる。
- 口語は、語句の省略や語順の倒置が頻繁に行われ、文法的には不完全であることが多い。

## 他の言語

### ラテン語
古典ラテン語はヨーロッパで長く文語として使われ、現代においても「ラテン語」として学ばれている。（当時の話し言葉は俗ラテン語と呼ばれる）。

### アラビア語
アラビア語の文語はフスハーと呼ばれる。地域ごとに大きく異なる口語アラビア語に対し、クルアーンのフスハーは共通で文章語として使われている。なおフスハー自体は中東全域の共通語として話される近代共通アラビア語も含む。